# میلتون، شهرستان کاس، میشیگان
میلتون (به انگلیسی: Milton Township) یک منطقهٔ مسکونی در ایالات متحده آمریکا است که در شهرستان کاس، میشیگان واقع شده‌است.
 میلتون ۵۵٫۲ کیلومتر مربع مساحت و ۳٬۸۷۸ نفر جمعیت دارد و ۲۵۷ متر بالاتر از سطح دریا واقع شده‌است.